# Рыбы в мифологии

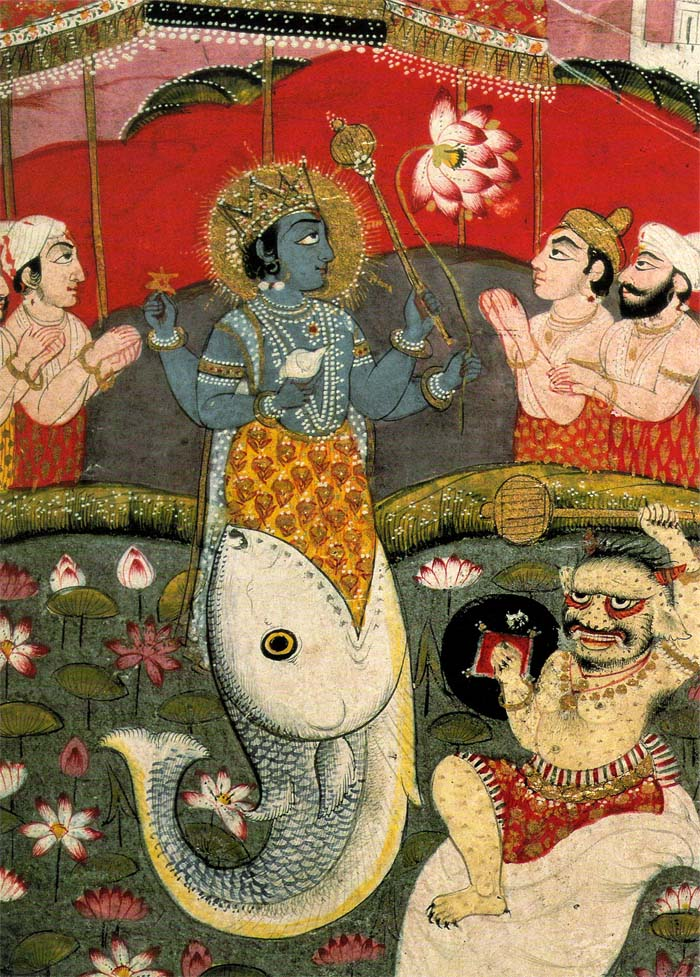
Аватар индуистского бога Вишну (Матсья)

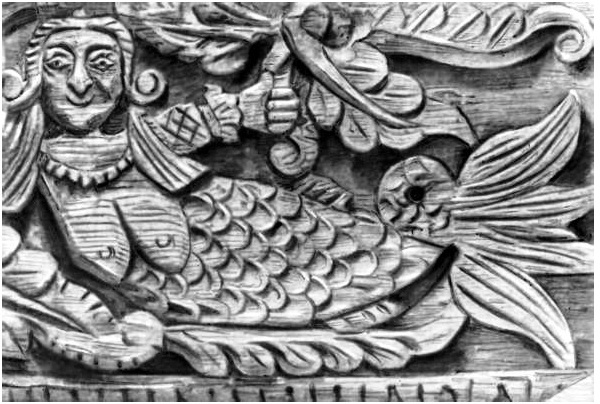
Фараонка. Резьба по дереву, XIX в.

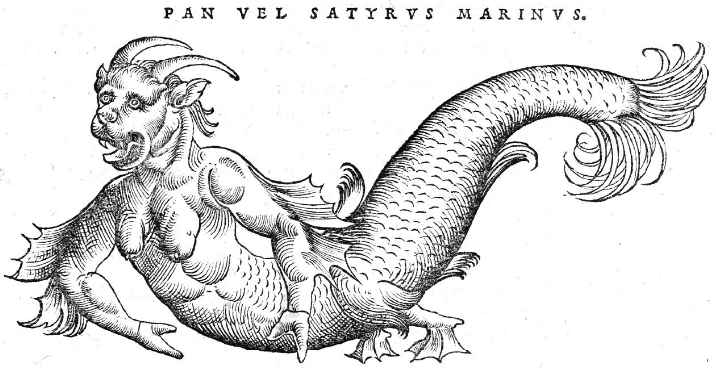
Морской сатир из энциклопедии XVI в. Historiae animalium

Рыбы, а также киты, в древности считавшиеся рыбами, играют свою роль в мифологии и религии различных народов мира наряду с другими животными. В трёхъярусных мифологических системах строения мира рыбы служат зооморфным символом нижнего (подводного, подземного) уровня. Образ рыбы связан с понятием Всемирного потопа. Демиургическая роль рыбы может быть как активной, когда рыба приносит ил со дна океана для формирования суши, так и пассивной, — в исполнении роли неких колоссов, поддерживающих на себе земную твердь (см. также Чудо-Юдо).
Среди божеств, имеющих рыбьи черты — Ика-Роа у полинезийцев, Дагон у различных древних семитских народов, боги-акулы на Гавайях и Матсья у индусов. Широко распространены легенды о полулюдях-полурыбах, таких как морские девы, тритоны, фараонки и т. п. Важное фольклорное значение имеют поверья о подобных существах у народов Британских островов, особенно в Ирландии (см. мерроу), где исторически располагалось множество поселений на морских побережьях, что и нашло отражение в местном фольклоре (см. к примеру: сказка «Души в клетках»).
Рыба имеет своё символическое значение в религиях многих народов мира. В древней Месопотамии рыбу приносили в жертву богам с самых ранних времён. Рыба также была основным символом Энки, бога воды.
Рыбы часто появляются на изображениях цилиндрических печатей древневавилонского (ок. 1830 г. до н. э. — ок. 1531 г. до н. э.) и неоассирийского (911—609 до н. э.) периодов. Начиная с касситского периода (ок. 1600 г. до н. э. — ок. 1155 г. до н. э.) и вплоть до раннего персидского периода (550-30 гг. до н. э.) целители и экзорцисты изображались одетыми в напоминающие тела рыб ритуальные одеяния. В период Селевкидов (312-63 гг. до н. э.) легендарный герой вавилонян Оаннес, описанный Беросом, был одет в шкуру рыбы. Рыба была священным животным сирийской богини Атаргатис, а во время посвящённых этой богине праздников лишь её жрецам разрешалось употреблять рыбу в пищу.
Книга Ионы, входящая в состав Танаха, рассказывает как библейский персонаж Иона проглатывается гигантской рыбой после того, как команда корабля, на котором тот путешествует, выбрасывает его в море. Через три дня рыба извергает Иону на берег.
Рыба — один из ранних символов христианства. По-гречески «рыба» — ἰχθύς, «ichthys», что является акронимом греческой фразы «Ἰησοὺς Χριστὸς Θεoὺ ῾Υιὸς Σωτήρ», и переводится на русский как «Иисус Христос Божий Сын Спаситель». Эта фраза встречается на каменных плитах — святых реликвиях в Иерусалиме. Изображение двух рыб по сторонам от вертикального якоря с верхушкой в виде креста использовалось как секретный «пропуск-пароль» во времена, когда первые христиане преследовались римлянами.
Астрологический знак «Рыбы» основан на созвездии с тем же названием, также есть и другое связанное с рыбами созвездие, — Южная рыба.